# Jeven
Jeven är en sjö i Säters kommun i Dalarna och ingår i Dalälvens huvudavrinningsområde.